# Linda macilenta
Linda macilenta är en skalbaggsart som beskrevs av J. Linsley Gressitt 1947. Linda macilenta ingår i släktet Linda och familjen långhorningar. Inga underarter finns listade i Catalogue of Life.